# Хьюм, Джеймс, 2-й граф Хьюм
Джеймс Хьюм, 2-й граф Хьюм (англ. James Home, 2nd Earl of Home; ок. 1607 — 13 февраля 1633) — шотландский дворянин и пэр.

## Биография
Единственный сын Александра Хьюма, 1-го графа Хьюма (ок. 1566—1619) и Мэри Саттон, графини Хьюм (1586—1644). Известный как «лорд Дангласс», он стал 2-м графом Хьюмом, 7-м лордом Хьюмом и 2-м лордом Данглассом, когда его отец умер в Лондоне в апреле 1619 года. Его мать написала королю Якову I от его имени в переговорах по поводу имущества, ранее принадлежавшего Фрэнсису Стюарту, 5-му графу Ботвеллу . Граф Хьюм присутствовал на похоронах Якова I в Вестминстерском аббатстве 7 мая 1625 года.
Джеймс женился первым браком на Кэтрин Кэри (1609—1625), старшей дочери Генри Кэри, 1-го виконта Фолкленда и драматурга Элизабет Танфилд Кэри, автора «Трагедии Мариам» . Джон Чемберлен сообщил, что король Яков организовал брак, который состоялся в королевской палате или приемной палате во дворце Уайтхолл в мае 1622 года. Король хотел, чтобы брак был заключен до того, как виконт Фолкленд станет лордом-заместителем Ирландии.
Среди друзей Элизабет, леди Фолкленд, которые могли поддержать планы брака, были Мэри, графиня Бекингем и мать королевского фаворита, герцога Бекингема, ее мачеха Сесили, леди Мэннерс, жена Фрэнсиса Мэннерса, 6-го графа Ратленда, и Маргарет Батлер, виконтесса Маунтгаррет .
В декабре 1622 года у графа Хьюма была серьезная инфекция во рту, а его жене также вырвали зуб . В «Житии леди Фолкленд» говорится, что у Кэтрин, графини Хьюм, было религиозное видение в Шотландии. Смерть Кэтрин во время родов в 1625 году и видение, как говорят, стали причиной обращения ее матери в католичество .
В 1626 году Джеймс женился вторым браком на Грейс Фейн (? — 1633), старшей дочери Фрэнсиса Фейна, 1-го графа Уэстморленда, и Мэри Майлдмей. Она также имела связи с семьей Вильерс.
Джеймс Хьюм скончался в Лондоне без наследника 13 февраля 1633 года, в присутствии придворного врача Теодора де Майерна. Следующим графом Хьюмом стал сэр Джеймс Хьюм из Колденноуза.